# Hear Them Calling
Hear Them Calling (på isländska: Raddirnar) är en låt framförd av sångerskan Gréta Salóme. 
Låten var Islands bidrag till Eurovision Song Contest 2016 i Stockholm. Den framfördes i den första semifinalen i Globen den 10 maj 2016 där den fick 51 poäng och hamnade på plats 14 av 18, vilket innebar att den inte gick vidare till final.

## Komposition och utgivning
Låten är skriven av Gréta Salóme helt på egen hand. Den är utgiven som singel för digital nedladdning av Hands Up Music och RÚV.
Förutom den engelska versionen "Hear Them Calling" finns det även en version på isländska med titeln "Raddirnar". Den engelska versionen har nått första plats på den isländska singellistan Tónlist medan den isländska versionen har nått tredje plats på samma lista.

## Listplaceringar
| Lista (2016)     | Topplacering |
| ---------------- | ------------ |
| Island (Tónlist) | 1            |

| Lista (2016)     | Topplacering |
| ---------------- | ------------ |
| Island (Tónlist) | 3            |

## Album
- 16 januari 2016 - Söngvakeppnin 2016 (samlingsalbum)[8]